# 联魁
聯魁（1849年—20世纪？），葛尔达苏氏，字星樵、星喬，满洲镶红旗人，清朝官员。
貢生出身，同治三年，任神機營當差。光緒三年，任兵部候補主事。光緒五年，任兵部候補員外郎、兵部候補郎中。光緒十一年，任海軍衙門章京。光緒十三年，任兵部郎中，掌職方司印鑰；光緒十六年，掌武選司印鑰。光緒十八年，任總理海軍事務衙門幫總辦；同年改甘肅甘涼道。光緒二十一年，署甘肅布政使；任甘肅西寧道。光緒二十三年，署西寧辦事大臣。光緒二十四年，任安徽安廬和滁道、安徽按察使。光緒二十八年，署安徽布政使，次年實授安徽布政使，護理安徽巡撫。光緒三十一年，任甘肅新疆巡撫。宣統元年（1909年），任會辦鹽政大臣。